# 크니브셸로덴
크니브셸로덴(Knivskjellodden)이란 북유럽 국가들 중에서 북위 71도 11분 08초에 위치하여 노르웨이의 노르카프보다 더 북쪽에 있으며, 사실상 북유럽 중에서 가장 최북단의 지역이다. 그래서 이 지역은 백야는 얼마든지 더 가능하다.

## 같이 보기
- 백야
- 노르카프